# Culture de la céramique grise peinte

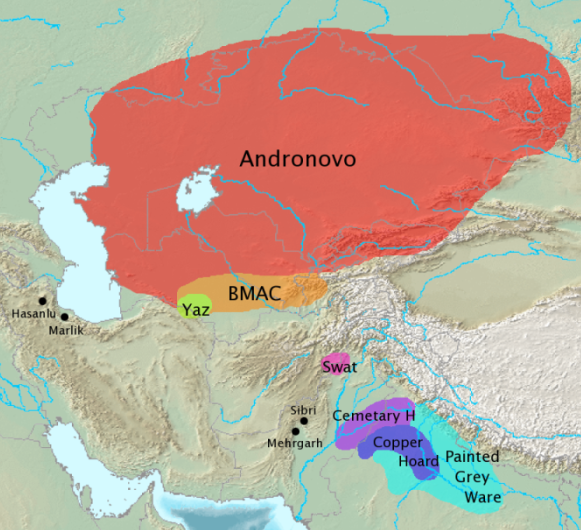
Cultures archéologiques associées aux peuples Indo-Iraniens

La Culture de la céramique grise peinte est une culture archéologique du nord de la plaine du Gange, qui a duré d'environ 1200 à 600 av. J.-C.,

## Chronologie
La Culture de la céramique grise peinte est contemporaine de la Culture de la céramique noire et rouge.